# Mount Edwards, Queensland
Mount Edwards är ett berg i Australien. Det ligger i regionen Scenic Rim och delstaten Queensland, omkring 77 kilometer sydväst om delstatshuvudstaden Brisbane. Toppen på Mount Edwards är 634 meter över havet, eller 438 meter över den omgivande terrängen. Bredden vid basen är 2,9 km. Mount Edwards ligger vid sjön Lake Moogerah.
Runt Mount Edwards är det mycket glesbefolkat, med 5 invånare per kvadratkilometer.. Närmaste större samhälle är Boonah, omkring 14 kilometer öster om Mount Edwards. 
I omgivningarna runt Mount Edwards växer huvudsakligen savannskog. Genomsnittlig årsnederbörd är 1 402 millimeter. Den regnigaste månaden är januari, med i genomsnitt 269 mm nederbörd, och den torraste är september, med 37 mm nederbörd.